# 杰克·卡明斯基
杰克·卡明斯基（英語：Jake Kaminski；1988年8月11日—）生於美国纽约，是一名美国男子射箭运动员。他曾参加2012年和2016年两届奥林匹克运动会，两次均携手队友收获团体项目银牌。